# 釧路協立病院
釧路協立病院（くしろきょうりつびょういん）は、医療法人道東勤労者医療協会が北海道釧路市治水町に設置する病院。

## 概要
救急告示病院。平均患者数は、外来：129.4人/日 (2018年度）入院：101.4人/日(2018年度)。
全日本民主医療機関連合会(民医連)に加盟している。

## 診療科
(この節の出典)
- 内科
- リウマチ科
- 外科
- 整形外科
- リハビリテーション科
- 麻酔科

## 医療機関の認定
(この節の出典)
- 保険医療機関
- 労災保険指定医療機関
- 指定自立支援医療機関(更生医療)
- 生活保護法指定医療機関(中国残留邦人等の円滑な帰国の促進並びに永住帰国した中国残留邦人等及び特定配偶者の自立の支援に関する法律(平成6年法律第30号)に基づく指定医療機関を含む。)
- 在宅療養支援病院
- 難病の患者に対する医療等に関する法律(平成26年法律第50号)に基づく指定医療機関
- 無料低額診療事業実施医療機関

## 差額ベッド代について
病院の理念により、差額ベッド料（個室料）を徴収していない。

## 関連施設
- 協立すこやかクリニック - 釧路市治水町6-30
- 桜ヶ岡医院 - 釧路市桜ヶ岡2-26-5
- ねむろ医院 - 根室市曙町3-3
- 老人保健施設ケアコートひまわり - 釧路市堀川町8-43

## 交通アクセス
- くしろバス：文苑公住線「協立病院前」停留所より徒歩１分

## 周辺
- 治水公園
- 柳町公園
- コーチャンフォー釧路文化ホール(釧路市民文化会館)
- 北海道釧路養護学校
- 新釧路川